# Präsidentschaftswahl in der Ukraine 2004

Standarte des Präsidenten der Ukraine

Die Präsidentschaftswahlen in der Ukraine im Herbst 2004 wurden allgemein als Richtungswahl für eine West- oder Ostorientierung des Landes angesehen. Der seit 1994 amtierende Präsident Leonid Kutschma konnte gemäß Verfassung nach zwei Amtszeiten nicht mehr kandidieren. Nach der Stichwahl am 21. November wurde der als russlandfreundlich geltende Wiktor Janukowytsch zum Sieger erklärt. Gegen Wahlfälschungen und damit das Wahlergebnis erhob sich ein mehrwöchiger friedlicher Protest, die sogenannte Orange Revolution. Auf Beschluss des Obersten Gerichts der Ukraine wurde die Stichwahl am 26. Dezember 2004 wiederholt. Der westlich orientierte Wiktor Juschtschenko gewann diese Wahl.

## Zusammenfassung
Im ersten Wahlgang am 31. Oktober 2004 erhielt keiner der 24 Kandidaten eine absolute Mehrheit der abgegebenen Stimmen. Die beiden bestplatzierten Kandidaten waren Wiktor Juschtschenko mit 39,87 % und Wiktor Janukowytsch mit 39,32 % (Angaben der Zentralen Wahlkommission, die nicht von allen Beobachtern als glaubhaft angesehen wurden). Die vier Kandidaten der sozialistischen und kommunistischen Parteien erhielten zusammen etwa 13 %. Internationale Beobachter kritisierten im ersten Wahlgang vor allem den undemokratisch verlaufenen Wahlkampf und die vereinzelt aufgetretenen Manipulationen während des Wahlvorgangs.
Am 21. November 2004 sollte eine Stichwahl zwischen den beiden bestplatzierten Präsidentschaftskandidaten entscheiden: Wiktor Janukowytsch, dem amtierenden Ministerpräsidenten, und Wiktor Juschtschenko, dem Vorsitzenden des Oppositionsblocks Unsere Ukraine.
Bereits in der Wahlnacht und am Morgen danach, als die zentrale Wahlkommission (Центральна виборча комісія) die ersten offiziellen Auszählungsergebnisse veröffentlichte, wurden von Oppositionsseite, den Beobachtern der Organisation für Sicherheit und Zusammenarbeit in Europa (OSZE) und einem Teil der anderen internationalen Wahlbeobachter Manipulations- und Fälschungsvorwürfe gemeldet. Umfragen der Wahllokale hatten eine eindeutige Mehrheit für Juschtschenko angekündigt.
In den folgenden Tagen und Wochen gab es überall im Land, vor allem in der Hauptstadt Kiew, Demonstrationen und Proteste der Opposition. Es gab ebenfalls einige kleinere Demonstrationen von Regierungsanhängern für den Sieg von Janukowytsch.
Am 24. November veröffentlichte die Zentrale Wahlkommission das amtliche Endergebnis der Stichwahl, demzufolge 49,42 % der Stimmen auf Wiktor Janukowytsch und 46,69 % auf Wiktor Juschtschenko entfallen seien. Die ukrainische Opposition, die Europäische Union und die USA sowie die OSZE haben das Wahlergebnis nicht anerkannt. Demokratische Standards seien missachtet und staatliche Ressourcen zu Gunsten von Ministerpräsident Janukowytsch eingesetzt worden, teilte etwa die OSZE in Kiew mit. Der russische Präsident Putin erkannte die Wahlergebnisse an und gratulierte Janukowytsch. Ihm schlossen sich auch die Präsidenten Usbekistans, Kasachstans und Armeniens an.
Nach fünf Tage anhaltenden Massenprotesten, die ein internationales Medienecho erhielten, schalteten sich internationale Vermittler ein und erreichten, dass sich die beiden Präsidentschaftskandidaten am Freitag, dem 26. November erstmals gemeinsam an den Verhandlungstisch setzten. Am 27. November erklärte das ukrainische Parlament in einer Sondersitzung die Ungültigkeit der Wahlergebnisse, was aufgrund fehlender Gesetzesbefugnis des Parlaments nur symbolische Wirkung hatte.
Am 28. November wurden um 22:00 Uhr 10.000 Mann der Militäreinheiten des Innenministeriums unter Leitung von Serhij Popkow mobilisiert, um den Protest auf dem Unabhängigkeitsplatz niederzuschlagen. Diese Aktion konnte im letzten Moment durch den Chef des Spionagedienstes Sluschba bespeky Ukrajiny (SBU) (Nachfolger des KGB), Ihor Smeschko, verhindert werden, welcher Popkow drohte, Truppen des SBU würden im Falle eines Angriffs zusammen mit Armeeeinheiten des Verteidigungsministeriums die Demonstranten schützen.
Das Oberste Gericht der Ukraine befasste sich auf Antrag der Opposition ebenfalls mit dem Vorwurf der Wahlfälschungen. Es erklärte am 3. Dezember die Stichwahl für ungültig und ordnete ihre Wiederholung bis zum 26. Dezember an. Das Parlament schuf hierzu am 8. Dezember durch die Änderung des Wahlgesetzes die Voraussetzungen.
Am 26. Dezember 2004 wurde die Stichwahl wiederholt. Am 28. Dezember gab die Wahlkommission das vorläufige amtliche Endergebnis bekannt, wonach Wiktor Juschtschenko zum Sieger erklärt wurde. Er erzielte 51,99 % und Wiktor Janukowytsch 44,19 % der abgegebenen Stimmen.

## Die Kandidaten
Ursprünglich waren 26 Personen als Kandidaten für die Präsidentschaft angetreten. Zwei von ihnen, darunter der Kandidat der Grünen Partei, traten etwa einen Monat vor dem ersten Wahlgang von der Kandidatur zurück, so dass schließlich 24 Personen zur Wahl standen. Chancen auf einen Sieg wurden von Beginn an nur Wiktor Janukowytsch und Wiktor Juschtschenko eingeräumt.

### Wiktor Janukowytsch
Wiktor Janukowytsch war seit November 2002 Ministerpräsident der Ukraine. 2004, im zweiten Jahr seiner Regierungszeit, wuchs das Bruttosozialprodukt der Ukraine um 13,4 % gegenüber den vorherigen Jahren. Er wurde von Präsident Kutschma, der nach zwei Amtszeiten nicht mehr kandidierte, als Nachfolger vorgeschlagen und im April 2004 vom Parlament als Kandidat nominiert. Er galt als Russland zugeneigt und wurde vor allem von Wählern im Osten und Süden der Ukraine unterstützt.
Durch seine Funktion in der Regierung und durch die Unterstützung Kutschmas hatte Janukowytsch für seinen Wahlkampf Zugriff auf Geld aus dem Staatshaushalt. Janukowytsch wurde von den meisten ukrainischen Medien unterstützt.

### Wiktor Juschtschenko
Von Beginn des Wahlkampfes an galt der ehemalige Vorsitzende der ukrainischen Nationalbank und ehemalige Ministerpräsident der Ukraine Wiktor Juschtschenko als einziger aussichtsreicher Gegenkandidat zu Janukowytsch. Der als westlich orientiert geltende, mit einer Amerikanerin ukrainischer Abstammung verheiratete Politiker fand vor allem im Westen der Ukraine Wählerunterstützung.
Juschtschenko wurde im Wahlkampf finanziell von der Soros-Stiftung unterstützt. Er erlitt am 5. September 2004 eine Dioxinvergiftung. Es gibt bis heute keine gesicherten Erkenntnisse darüber, wer Juschtschenko vergiftet hat.
Nach dem ersten Wahlgang sprachen einige seiner Gegenkandidaten Wahlempfehlungen für Juschtschenko aus, darunter die Sozialistische Partei der Ukraine mit deren Kandidat Oleksandr Moros, sowie der Kandidat Anatolij Kinach. Zur Wahl Juschtschenkos riefen auch die Klitschko-Brüder Witali und Wladimir auf. Auch die Sängerin Ruslana Lyschytschko, Gewinnerin des Eurovision Song Contest 2004, setzte sich für ihn ein.

## Wahlkampf
Der Wahlkampf war unter anderem gekennzeichnet von einem Ungleichgewicht in der Medienpräsenz zugunsten des Regierungskandidaten Janukowytsch. Einschränkungen der Versammlungsfreiheit, Razzien bei oppositionellen Gruppierungen und Personen, Parteilichkeit in staatlichen Institutionen und Universitäten wurden kritisiert. In Oblasten mit regierungsnahen Führungen war eine Wahlkampfpräsenz von Oppositionskandidaten in der Öffentlichkeit kaum festzustellen.
Am 28. Oktober 2004 veröffentlichte das Europäische Parlament in einer Entschließung zu den bevorstehenden Präsidentschaftswahlen zahlreiche Kritikpunkte zum bisherigen Verlauf der Wahlen und stellte einen Forderungskatalog auf, um wirklich freie und faire Wahlen zu ermöglichen.
Auf der Großdemonstration unter dem Motto „Gegen Wahlfälschungen“ am 23. Oktober forderte Juschtschenko seine Anhänger auf, in den Wahllokalen genau hinzuschauen: „Die Hauptsache ist Öffentlichkeit. Banditen scheuen – genau wie Schaben – das Licht.“.
Anhänger Juschtschenkos wurden von Personen angegriffen, die Milizausweise bei sich trugen.

## Erster Wahlgang
| Kandidat                                             | Prozent    | Stimmen       |
| ---------------------------------------------------- | ---------- | ------------- |
| Wiktor Juschtschenko                                 | 39.90      | 11.188.675    |
| Wiktor Janukowytsch                                  | 39.26      | 11.008.731    |
| Oleksandr Moros                                      | 5.82       | 1.632.098     |
| Petro Symonenko                                      | 4.97       | 1.396.135     |
| Natalija Witrenko                                    | 1.53       | 429.794       |
| Anatolij Kinach                                      | 0.93       | 262.530       |
| Oleksandr Jakowenko                                  | 0.78       | 219.191       |
| Oleksandr Omeltschenko                               | 0.48       | 136.830       |
| Leonid Tschernowezkyj                                | 0.46       | 129.066       |
| Dmytro Kortschynskyj                                 | 0.17       | 49.961        |
| Andrij Tschornowil                                   | 0.12       | 36.278        |
| Mykola Hrabar                                        | 0.07       | 19.675        |
| Mychajlo Brodskyj                                    | 0.05       | 16.498        |
| Jurij Sbitnjew                                       | 0.05       | 16.321        |
| Serhij Komissarenko                                  | 0.04       | 13.754        |
| Wassyk Wolha                                         | 0.04       | 12.956        |
| Bohdan Bojko                                         | 0.04       | 12.793        |
| Oleksandr Rschawskyj                                 | 0.03       | 10.714        |
| Mykola Rohoschynskyj                                 | 0.03       | 10.289        |
| Wladislaw Krywobokow                                 | 0.03       | 9.340         |
| Oleksandr Basyljuk                                   | 0.03       | 8.963         |
| Ihor Duschin                                         | 0.03       | 8.623         |
| Roman Kosak                                          | 0.02       | 8.410         |
| Wolodymyr Netschyporuk                               | 0.02       | 6.171         |
| Witalij Kononow                                      | Kandidatur | zurückgezogen |
| Hryhorij Tschernysch                                 | Kandidatur | zurückgezogen |
| Gesamt:                                              |            | 28.035.184    |
| 1,98 % der Wähler stimmten für keinen der Kandidaten |            |               |

Der erste Wahlgang fand am 31. Oktober 2004 statt. Wie erwartet, lieferten sich Wiktor Janukowytsch und Wiktor Juschtschenko ein Kopf-an-Kopf-Rennen um den ersten Platz. Überraschend für viele lag beim Abschluss der Auszählung Juschtschenko mit etwa einem halben Prozent vorne.
Nach Auszählung aller abgegebenen Stimmen gab die Zentrale Wahlkommission die Stimmenverteilung bekannt (siehe Tabelle und Grafik).

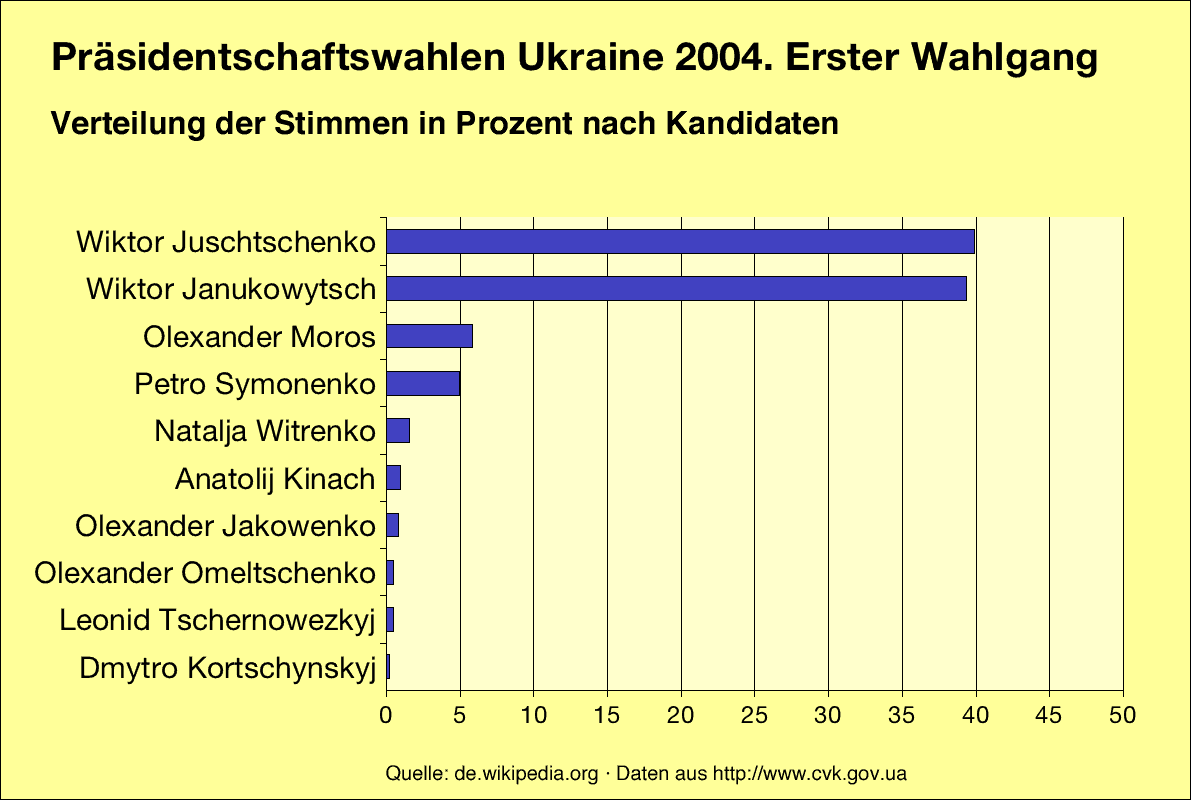
Verteilung der Stimmen des ersten Wahlgangs 2004

Betrachtet man die geographische Verteilung der Wählerstimmen, so wird deutlich, dass der mehrheitlich ukrainischsprachige Landeswesten und die Zentralukraine überwiegend Juschtschenko wählten, während im industriell geprägten, stark russischsprachigen und von einer großen russischen Minderheit bewohnten Osten und auf der Krim für Janukowytsch gestimmt wurde.

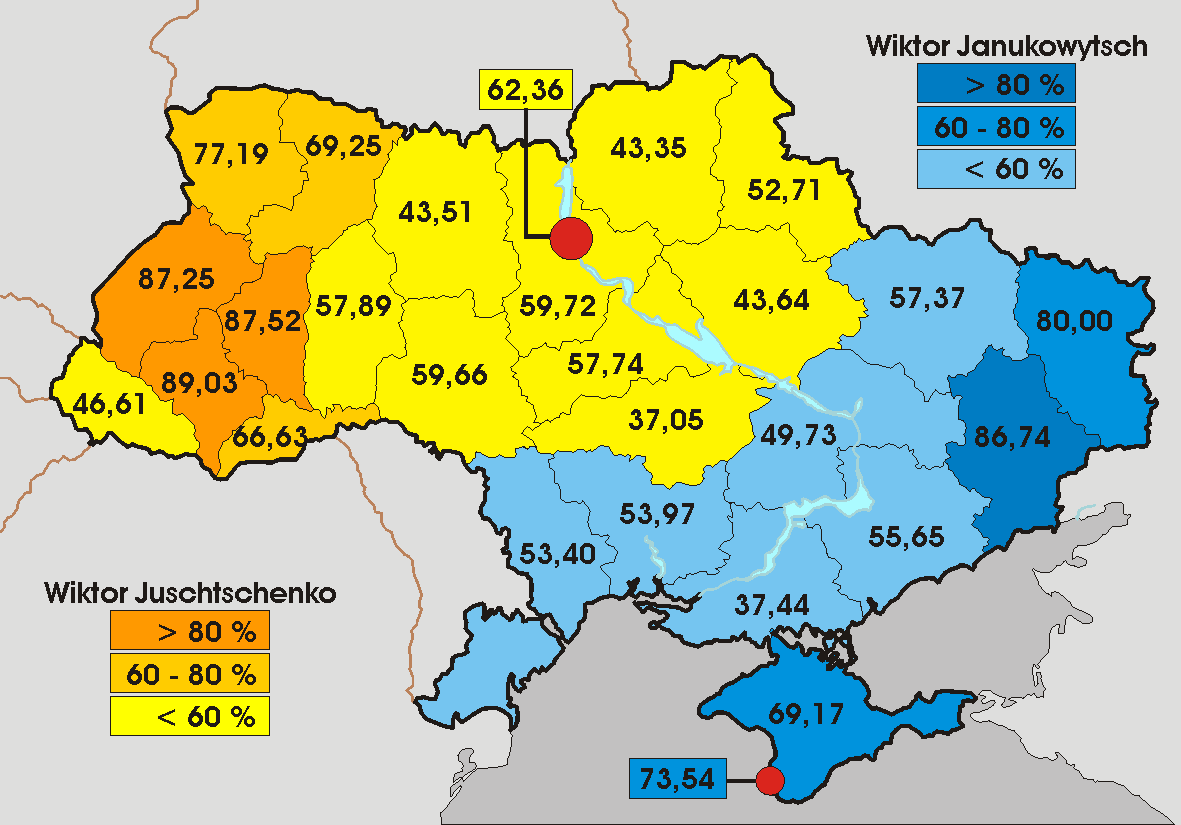
Ergebnis nach dem ersten Wahlgang nach Oblasten

Die mehr als 600 OSZE-Beobachter berichteten von schweren Verstößen gegen das Wahlgesetz: Wahlzettel seien noch nachträglich eingeworfen worden, Stimmzettel seien bereits ausgefüllt gewesen, Unterschriften seien gefälscht worden und Einträge von toten Menschen und mehrfache Einträge desselben Wählers aufgefallen. In über 40 % aller Wahllokale seien fehlerhafte Wählerlisten verwendet worden.

## Stichwahl am 21. November 2004
Am 21. November 2004 wurde eine Stichwahl zwischen Wiktor Juschtschenko und Wiktor Janukowytsch durchgeführt, die über den neuen Präsidenten der Ukraine entscheiden sollte. Meinungsumfragen und Umfragen an den Wahlbüros unterschiedlicher Organisationen zeigten Wiktor Juschtschenko mit mehreren Prozent vorne. Jedoch unterliegen solche Umfragen immer einer gewissen Ungenauigkeit.

### Wahltag und erneute Manipulationsvorwürfe

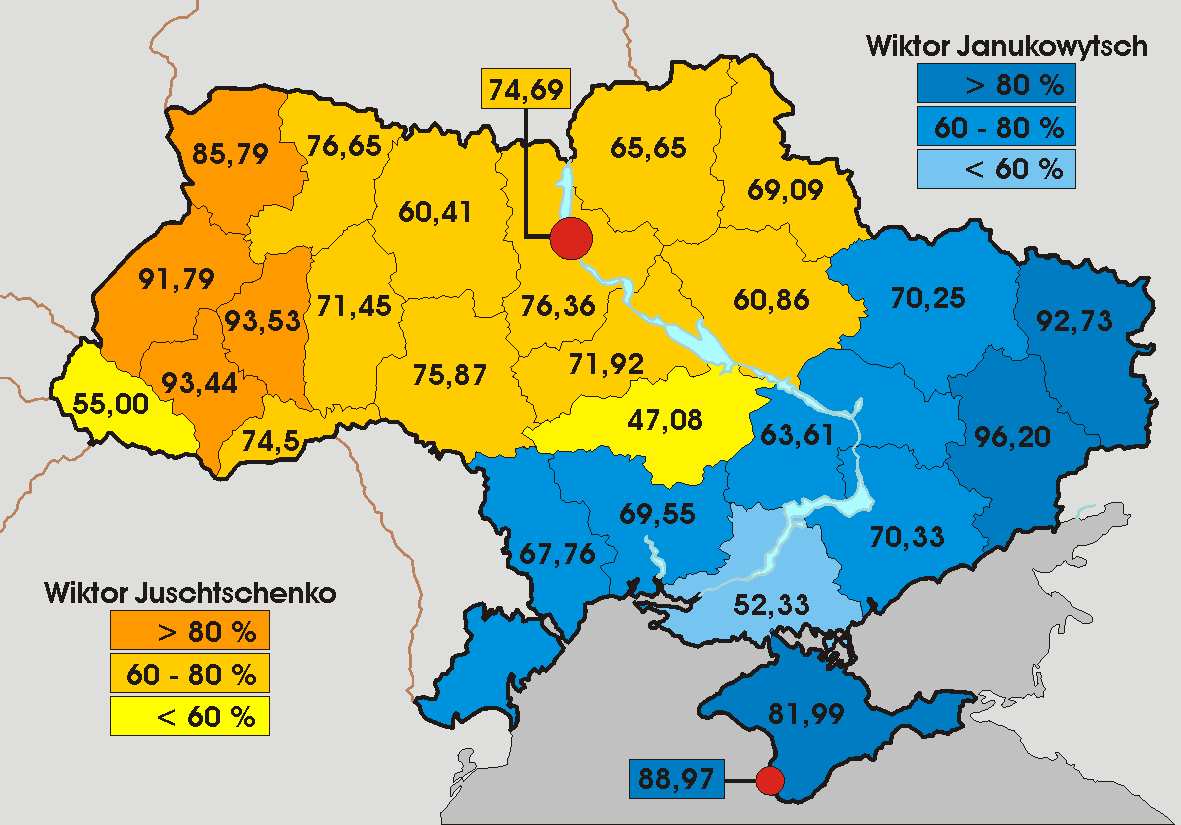
Grafische Auswertung nach der Stichwahl nach Oblasten

Nachdem der Fernsehsender Nadia (Hoffnung) über angebliche Wahlmanipulationen berichtete, sei um 07:30 Uhr der Strom seiner Sendeeinrichtungen abgeschaltet worden, berichtete etwa die ukrainische Nachrichtenagentur Media-Kontext. Anhänger der Opposition berichten, dass sie von der Polizei angehalten und aufgefordert worden seien, orange Schals und Bänder abzunehmen, die Wahlfarbe Juschtschenkos. Mitarbeiter in Betrieben seien mit dem Verlust des Arbeitsplatzes bedroht worden, sollten sie nicht Janukowytsch wählen. (Siehe hierzu auch: Entwicklung im Inland – Montag, 29. November). Betriebe hätten Busse organisiert, um ihren Mitarbeitern die mehrfache Abstimmung in verschiedenen Wahllokalen zu ermöglichen – Fernsehbilder, die in der Ukraine und in westlichen Ländern ausgestrahlt wurden, würden junge Demonstranten zeigen, die die Busse zu stoppen versuchten, indem sie sich vor die Räder legten.

„Karussell (ukr: Карусель) bezeichnet in der Ukraine ein Fälschungsverfahren, bei dem Wähler mit bereits für den „richtigen“ Kandidaten präparierten Wahlzetteln die Wahllokale betreten, dort diese in die Urnen werfen, und ihren dort erhaltenen, frischen Wahlzettel mit nach draußen nehmen und dann in anderen Wahllokalen die Prozedur wiederholen. Dies ist möglich, weil es Wahlscheine gibt, die erlauben, in einem anderen als dem eigenen Wahllokal zu wählen.
Variante: Vor dem Wahllokal werden Wähler angesprochen und erhalten einen bereits ausgefüllten Stimmzettel. Nach dem Verlassen des Wahllokals erfolgt der Tausch des frischen Stimmzettels gegen einen Geldbetrag.“

Im Wahllokal 114 sei beobachtet worden, dass die Tinte der dort in den Wahlkabinen ausliegenden Kugelschreiber nach einiger Zeit verschwinde.
In der Oblast Luhansk und in Donezk hätten Sicherheitsmitarbeiter Reporter und Wahlbeobachter aus den Wahllokalen entfernt. In verschiedenen Wahllokalen seien Stimmzettel gestohlen worden, in anderen seien bereits für Janukowytsch ausgefüllte Stimmzettel aufgetaucht. In Tschernihiw sei das Wahllokal 73 wegen einer angeblichen Bombendrohung für die Beobachter gesperrt worden. Nach Schließung der Wahllokale sei es im Land zu Anschlägen auf die Wahlurnen gekommen, die vielfach in Brand gesetzt worden seien. Die Zentrale Wahlkommission berichtete, dass aus der Wahlstation 109 die Wählerlisten und Wahlzettel gestohlen wurden.
Mitarbeiter von Juschtschenkos Wahlkampfteam hätten überall im Land von Angriffen berichtet, von einigen Körperverletzungen und Vandalismus gegen ihre Fahrzeuge. Ein Bus sei gewaltsam angehalten und die Scheiben zerschlagen worden. Auf die Wohnung eines Wahlkampfleiters sei ein Brandanschlag verübt worden.
Im Anschluss an die Wahl sei von der Opposition eine Liste mit 11.000 Verstößen gegen das Wahlgesetz an die zentrale Wahlkommission übergeben worden.
Von Seiten des Regierungskandidaten wurden ebenfalls Verstöße gegen das Wahlgesetz registriert (etwa 500) und der Wahlkommission gemeldet. Dies berichtete der Vertreter von Wiktor Janukowytsch in der Wahlkommission, Stepan Hawrysch, der Agentur Interfax. Die meisten dieser Verstöße seien in Iwano-Frankiwsk, Lwiw, Winnyzja, Ternopil, Chmelnyzkyj, Schytomyr und in der Oblast Saporischschja registriert worden. Darunter seien viele Hochburgen der Opposition. Den Wahlbeobachtern von Wiktor Janukowytsch sei der Zugang und die Beobachtung der dortigen Wahlstationen nicht erlaubt worden. Es wurde außerdem berichtet, dass einzelne Personen mehrfach für verschiedene Personen gewählt hätten, darunter eine Frau in Lwiw mit 20 verschiedenen Pässen, was zurzeit geprüft würde. Im Westen der Ukraine seien Stimmen von Personen abgegeben, die zu der Zeit nicht innerhalb der Ukraine waren. Mehr als 100 solcher Fälle seien in der Region von Iwano-Frankiwsk verzeichnet, einer Hochburg der Opposition.
Beobachtern von Janukowytsch sei teilweise nicht erlaubt worden, Berichte über Wahlverstöße zu sammeln, und Wähler hätten sich geweigert, diese Berichte zu unterschreiben. Auch in Kiews Wahlbezirk Nr. 221 sei es zu Unregelmäßigkeiten gekommen: Der Kopf einer der Wahlkommissionen hätte dort eine Rede von Juschtschenko vorgelesen und versucht, die Wähler zu beeinflussen. Beobachter von Janukowytsch erstellten einen Bericht darüber und filmten die Aktionen des dort anwesenden Leiters der Wahlkommission.
Alle diese und weitere Materialien seien dem Kiewer Büro der Staatsanwaltschaft übergeben worden, berichtete die russische Website von Interfax.

### Wahlnacht
Kiew stand in der Nacht von Sonntag auf Montag im Zeichen der Wahlen – auf dem Platz der Unabhängigkeit feierten Juschtschenko-Anhänger, als hätten sie gewonnen; rund um die Zentrale Wahlkommission erfolgte ein Aufmarsch starker Sicherheitskräfte, Wasserwerfer und Panzerfahrzeuge.

### Verlauf der Auszählung
Entgegen den Ergebnissen von Wahlumfragen verkündeten die ersten Auszählungsergebnisse einen knappen Vorsprung für Wiktor Janukowytsch. Diese verfestigte sich im Laufe der nächsten Tage, und am 24. November wurde das Endergebnis mitgeteilt: 49,46 % für Wiktor Janukowytsch und 46,61 % für Wiktor Juschtschenko.
Von den 15 Unterschreibern des amtlichen Wahlergebnisses verweigerten zwei die Unterschrift und weitere zogen ihre Unterschrift zurück. Nur noch neun der 15 Kommissare stehen zum amtlichen Wahlergebnis.

## Nach der Stichwahl in Kiew

### Montag, 22. November
Auf dem Platz der Unabhängigkeit demonstrierten am Montag, den 22. November mehr als 100.000 Menschen und skandierten gegen den für sie offensichtlichen Wahlbetrug durch die Administration. Sternfahrten aus der Ukraine brachten zusätzliche Demonstranten nach Kiew. Die Autofahrer Kiews fuhren seit 9:30 Uhr aus Protest hupend an der Zentralen Wahlkommission vorbei. „Bleibt, wo ihr seid“, rief Juschtschenko den Menschen auf dem Platz der Unabhängigkeit zu. „Aus allen Teilen der Ukraine kommen Zehntausende Menschen mit Flugzeugen, Zügen, Autos und auf Karren hierher. Unser Protest fängt gerade erst an“. Der ukrainische Dichter und Unterzeichner der Unabhängigkeitserklärung Dmytro Pawlytschko sagte: „Wir werden diesen Platz nicht verlassen, bis wir gewonnen haben.“
Nachdem Gerüchte aufgekommen waren, die Regierung wolle um drei Uhr nachts den Platz der Unabhängigkeit räumen und sperren, verblieben etwa 2000 Menschen, darunter Mitglieder der Studenten-Organisation Pora!, die ganze Nacht bei Temperaturen unter dem Gefrierpunkt in einer provisorischen Zeltstadt. Seit den frühen Morgenstunden wuchs die Menge auf ca. 250.000 Menschen an, die zum großen Teil aus allen Teilen der Ukraine angereist waren und von der Kiewer Bevölkerung versorgt wurden, um gegen die Wahlfälschungen zu demonstrieren.

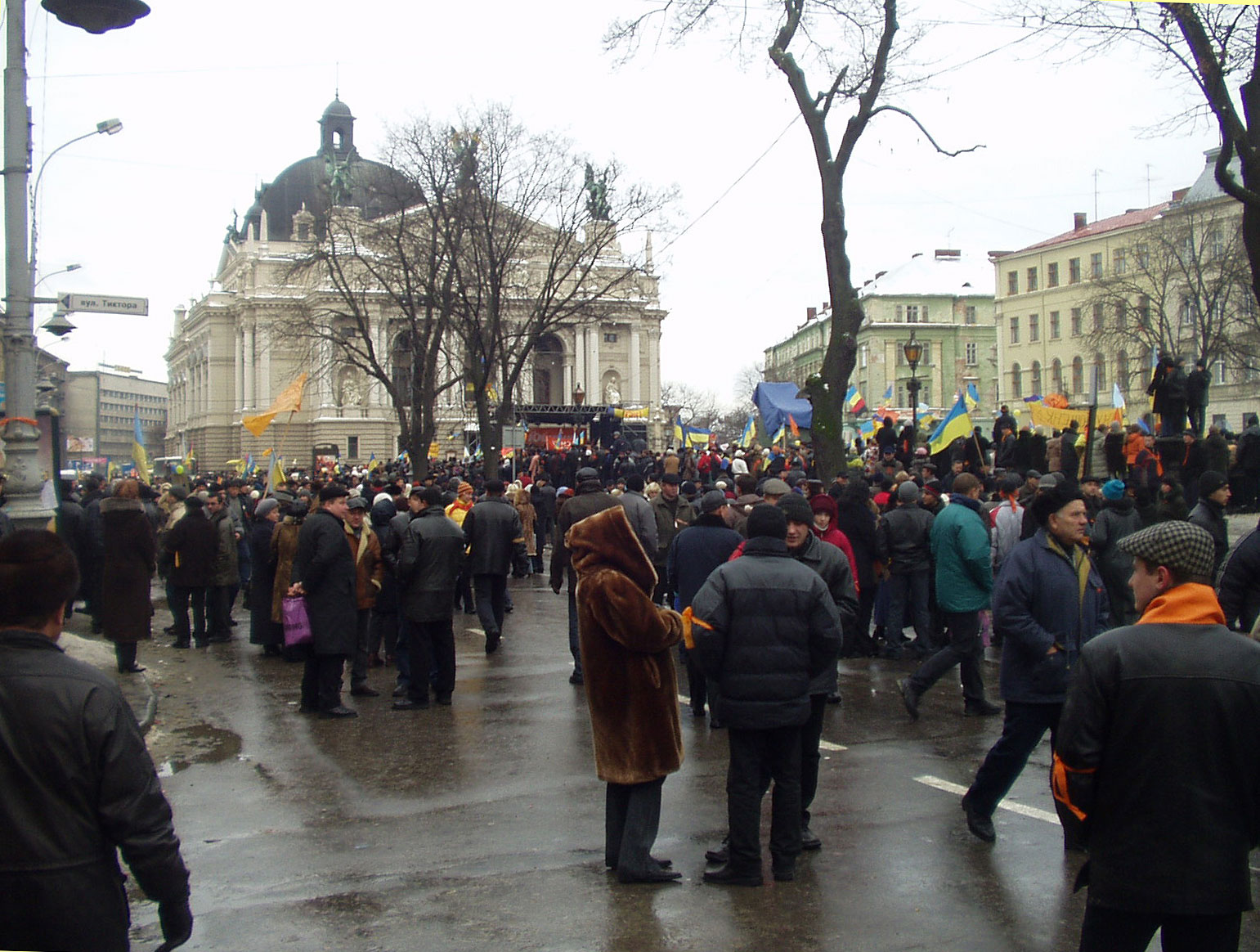
Straßenszene in Lemberg am 26. November 2004

Die Stadtparlamente von Lwiw, Iwano-Frankiwsk, Luzk, Winnyzja und Chmelnyzkyj wiesen das Wahlergebnis zurück und erklärten, sie betrachteten Juschtschenko als rechtmäßigen Präsidenten der Ukraine. Das Stadtparlament von Kiew bezeichnete das offizielle Wahlergebnis als gefälscht und forderte den Obersten Rat (das Parlament der Ukraine) auf, die Wahl zu annullieren. Die Oppositionspolitikerin Julija Tymoschenko rief am Montag zum Generalstreik auf: „Wenn das Parlament die Macht nicht an sich nimmt, wird nur noch das Volk die einzige legitimierte Autorität im Lande sein.“ Sie kündigte Blockaden von Straßen und Flughäfen an, sollten die Abgeordneten nichts unternehmen.
Mehrere der Kandidaten um die Präsidentschaft aus dem ersten Wahlgang schlossen sich Juschtschenko an, darunter Petro Symonenko (Kommunistische Partei), Oleksandr Moros (Sozialistische Partei der Ukraine). Janukowytsch hingegen wurde unterstützt von den Kandidaten Natalija Witrenko (Partei der Progressiven Sozialisten) und Oleksandr Jakowenko (Kommunistische Arbeiter- und Bauern Partei).

### Dienstag, 23. November: Sondersitzung des Parlamentes
Nachdem am Dienstag früh erneut ca. 250.000 Menschen in Kiew versammelt waren, erklärte sich Juschtschenko zum Sieger der Wahlen und bat um internationale Anerkennung: „Wir appellieren an die Parlamente und Nationen der Welt, den Willen des ukrainischen Volkes und sein Streben nach einer Rückkehr zur Demokratie zu unterstützen!“ Juschtschenko rief seine Anhänger zu einem Marsch auf das Parlamentsgebäude auf. Hier sollte die Werchowna Rada (Верховна Рада), das ukrainische Parlament, am Dienstagmorgen in einer außerordentlichen Sitzung über das Ergebnis der Stichwahl beraten. Eine Petition des Kiewer Stadtparlamentes, die von der Opposition unterstützt wurde, forderte, den zweiten Wahlgang zu annullieren. Die Abgeordneten der Regierungsparteien boykottierten jedoch die Sitzung, so dass von 450 Abgeordneten nur 191 anwesend waren. Das Stadtparlament war somit nicht beschlussfähig.
Die Sitzung wurde auf Bildschirme auf der Straße übertragen. Parlamentspräsident Wolodymyr Lytwyn forderte in seiner Rede, das Parlament müsse bis Mittwoch eine Entscheidung gefällt haben, da sonst das Volk selbst entscheiden werde. Ihor Juchnowskyj, Abgeordneter von Juschtschenkos Wahlblock Unsere Ukraine (Nascha Ukraina), forderte Wiktor Juschtschenko während seiner Rede dazu auf, sich als Präsident der Ukraine vereidigen zu lassen. Parlamentspräsident Wolodymyr Lytwyn schloss daraufhin die Sitzung; bei abgeschalteten Kameras und Mikrofonen leistete Juschtschenko den Amtseid auf die Bibel vor den anwesenden Abgeordneten der Oppositionsparteien, die anschließend die Nationalhymne anstimmten. Juschtschenko kündigte an, die Eidesleistung, die nun als „symbolisch“ bezeichnet wurde, vor der Menge auf dem Unabhängigkeitsplatz zu wiederholen. In deutschen Medien wie Phoenix und der Tagesschau wurde über die Eidesleistung eher skeptisch berichtet.
Nachdem die Fernsehübertragung der Parlamentssitzung abgebrochen worden war, zeigte der unabhängige, aber pro-Juschtschenko eingestellte Fernsehsender „Fünfter Kanal“ Bilder von Soldaten und Miliztruppen, die sich in der Umgebung von Kiew bereithalten. Deutsche Journalisten berichteten in ihren Live-Schaltungen in den Abendnachrichten von Bussen mit Anhängern Janukowytschs auf dem Weg nach Kiew, die ihren Kandidaten schützen wollen, wenn nötig auch mit Gewalt. In Fernsehinterviews äußern sie: „Wir wollen nicht, dass Kiew amerikanisch wird“.
Am Dienstagabend zogen die Demonstranten in zwei bis zu drei Kilometer langen Zügen zum Präsidentenpalast, um diesen zu umstellen und gewaltfrei ein Aufgeben der Regierung abzuwarten. Der Marsch wurde von Sicherheitskräften aufgehalten, es wurden jedoch keinerlei Zwischenfälle bekannt.
Während der „Fünfte Kanal“ von den Geschehnissen berichtete, hatten Journalisten der staatlich kontrollierten Fernsehsender sich geweigert, weiterzuarbeiten. Sie erklärten, zwar habe das Volk ein Recht auf Information, aber unter den herrschenden Arbeitsbedingungen sei eine objektive Informationsvermittlung unmöglich. Insbesondere kritisierten sie die sog. „Temnyky“, Regieanweisungen aus dem Ministerium, in denen ihnen vorgeschrieben wird, über welche Themen sie wie berichten dürften.

### Mittwoch, 24. November
Am frühen Mittwochabend gab die Zentrale Wahlkommission das endgültige Wahlergebnis bekannt und erklärte Janukowytsch zum Sieger. Auf dem Platz der Unabhängigkeit gab Wiktor Juschtschenko später am Abend die Zusammenstellung eines „nationalen Rettungskomitees zur Verteidigung der Verfassung“ bekannt.
Die deutsche CDU-Politikerin Claudia Nolte (MdB) reiste nach Kiew und sprach zu den Demonstranten: „Wahlfälscher können sich nicht halten, das hat die Geschichte gezeigt. Die Freiheit lässt sich nicht stoppen.“ Auch Wladimir Klitschko erschien in Kiew, um die Demonstranten zu ermutigen. Er bekundete seine Hoffnung auf eine friedliche Lösung.

### Donnerstag, 25. November: Oberstes Gericht untersagt die Veröffentlichung der Wahlergebnisse

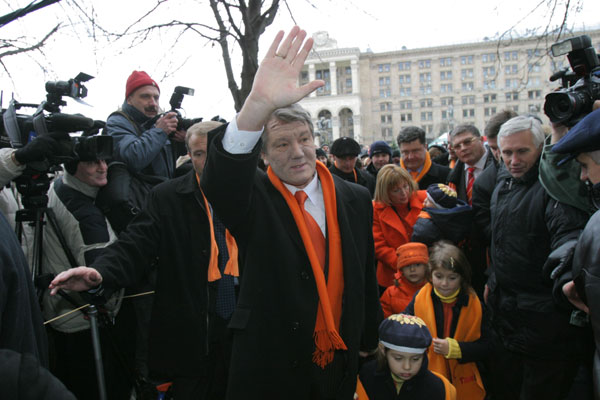
Wiktor Juschtschenko

Demonstranten in Donezk halten das Porträt ihres Kandidaten Wiktor Janukowytsch (Aufnahme vom 24. November 2004)

Am Nachmittag des 25. November schaltete sich das Oberste Gericht der Ukraine auf Antrag Juschtschenkos ein und untersagte zunächst die Veröffentlichung des amtlichen Ergebnisses. Das Oberste Gericht teilte mit, dass das Ergebnis bis zur offiziellen Bekanntgabe nicht gültig sei und daher auch kein neuer Präsident ausgerufen werden könne.

### Freitag, 26. November
Beim Versuch von Demonstranten, Absperrungen der Polizei zu durchbrechen und Regierungsgebäude zu blockieren, kam es am Morgen des 26. November in Kiew zu Rangeleien. Zunehmend tauchten Bilder von mitdemonstrierenden Polizeibeamten in Uniform in den Nachrichtensendungen auf.
Seit den frühen Morgenstunden blockierten tausende Oppositionsanhänger die Zufahrten zum Parlament durch quergestellte Busse und durch Menschenketten. Weder der Ministerpräsident selbst, noch seine Mitarbeiter, Angestellten oder Beamten kam durch.
Auch für die Anerkennung der Wahlen und für Janukowytsch fanden Demonstrationen statt, wie am Kiewer Woksalnaja-Platz, an dem etwa 20.000 Menschen teilnahmen. Im Osten der Ukraine demonstrieren Zehntausende für die staatliche Unabhängigkeit und Autonomie des Ostens der Ukraine.
Am Abend einigten sich Juschtschenko und Janukowytsch unter Vermittlung durch Polens Präsidenten Kwaśniewski, Präsident Kutschma, des litauischen Präsidenten Adamkus, EU-Außenbeauftragten Javier Solana auf die Bildung einer Arbeitsgruppe zur friedlichen Lösung des Konflikts. Juschtschenko und Janukowytsch schlossen aus, zu Gewalt zu greifen. Noch in der Nacht von Sonntag auf Montag wurden die Verhandlungen für gescheitert erklärt.

### Samstag, 27. November: Sondersitzung des Parlamentes
Das ukrainische Parlament hat mit Mehrheit von 255 der 429 anwesenden Abgeordneten einer Resolution zugestimmt, in der schwere Verstöße gegen das Wahlrecht festgestellt werden. Das von der Wahlkommission festgestellte Ergebnis entspreche nicht dem Willen der Wähler. Das Parlament fordert die Aufhebung der Stichwahl und die Absetzung der Wahlkommission, die nach den Vorkommnissen kein Vertrauen mehr verdiene. Die Wahlkommission habe es versäumt, ihre Pflichten entsprechend der ukrainischen Verfassung und Gesetze zu erfüllen. Das Parlament hat jedoch nicht die Gesetzesbefugnisse, die Präsidentenwahl zu annullieren.

### Sonntag, 28. November
Julija Tymoschenko forderte Präsident Kutschma am Abend vor rund 100.000 Demonstranten auf, den Ministerpräsidenten Janukowytsch bis Montagabend zu entlassen. Andernfalls werde die Oppositionsbewegung die Bewegungsfreiheit des Präsidenten überall in der Ukraine einschränken und Kutschma als „Krimineller“ juristisch verfolgt. Wiktor Juschtschenko erinnerte an die erfolgreiche Revolution in Georgien, bei der nach wochenlangen Demonstrationen der Sturz von Präsident Eduard Schewardnadse folgte. Den Demonstranten rief er zu: „Ich fordere euch auf: Bleibt bis zum Schluss.“
Der Nationale Sicherheitsrat unter Vorsitz von Kutschma forderte in einer Dringlichkeitssitzung die Demonstranten in Kiew auf, die Zugänge zu Verwaltungsgebäuden frei zu machen. Janukowytsch kündigte andernfalls „Maßnahmen“ an.
In der ukrainischen Schwarzmeer-Stadt Odessa forderten mehr als 30.000 Demonstranten die staatliche Unabhängigkeit und das Selbstbestimmungsrecht der Region von der Ukraine, sofern Wiktor Juschtschenko die Macht übernehmen sollte. Auf dem Rathausplatz der Stadt wurde eine entsprechende „Resolution“ beschlossen.
Um 22:00 Uhr abends wurden 10.000 Mann der Militäreinheiten des Innenministeriums unter Leitung von Serhij Popkow mobilisiert, um den Protest auf dem Unabhängigkeitsplatz niederzuschlagen. Der US-amerikanische Außenminister Colin Powell, welcher durch den amerikanischen Botschafters John Herbst über die bevorstehende Aktion informiert wurde, intervenierte telefonisch bei Präsident Leonid Kutschma und versuchte, den Einsatz zu verhindern. (Quelle: Vortrag des US-Botschafters bei der Konrad-Adenauer-Stiftung in Kiew).
Viel entscheidender waren aber die Maßnahmen, die Ihor Smeschko, Chef des ukrainischen Spionagedienstes SBU traf. Dieser informierte durch einen Agenten des SBU die Demonstranten in der Zeltstadt auf dem Unabhängigkeitsplatz und dem Chreschtschatyk, dass Truppen des Innenministeriums am Vorrücken seien. Weiterhin ließ Smeschko über den Leiter der militärischen Spionageabwehrabteilung, Generalmajor Witaly Romanchenko, dem Kommandeur der vorrückenden Truppen, Serhij Popow, ausrichten, dass der Einsatz von Gewalt gegen die friedliche Demonstrationen illegal ist und Strafverfolgung zur Folge haben könnte. Weiterhin würden im Falle eines Angriffs der Truppen des Innenministeriums Einheiten der Armee und des SBUs die Protestanten verteidigen. Auch Oleksandr Halaka, Leiter der militärischen Aufklärungsdienstes setzte sich aktiv dafür ein, die Truppen des Innenministeriums zu stoppen. Angesichts der von SBU und Einheiten des Verteidigungsministeriums aufgebauten Drohkulisse beendete das Innenministerium die Aktion. Hiermit konnte eine blutige Niederschlagung verhindert werden.

### Montag, 29. November
Die Opposition forderte eine weitere außerordentliche Sitzung des Parlaments für Montag, bei der sich die Regierung von Janukowytsch einem Misstrauensvotum stellen solle, und die Entlassung von Generalstaatsanwalt Hennadij Wassiljew.
In Kiew begann das Oberste Gericht mit den Beratungen über die umstrittene Präsidentenwahl und der Beschwerde des offiziell unterlegenen Kandidaten Wiktor Juschtschenko gegen die Zentrale Wahlkommission. Überraschend stimmte auch Präsident Kutschma den Forderungen nach Neuwahlen zu.

### Dienstag, 30. November
EU-Chefdiplomat Javier Solana traf in Kiew ein, um sich mit dem amtierenden Präsidenten Kutschma zu treffen. Die ukrainische Zentralbank schränkte die Höhe der Abhebungen durch Privatleute ein, um eine Kapitalflucht zu verhindern. Die Opposition kündigte am Nachmittag an, die Verhandlungen mit der Regierung abzubrechen.

### Mittwoch, 1. Dezember

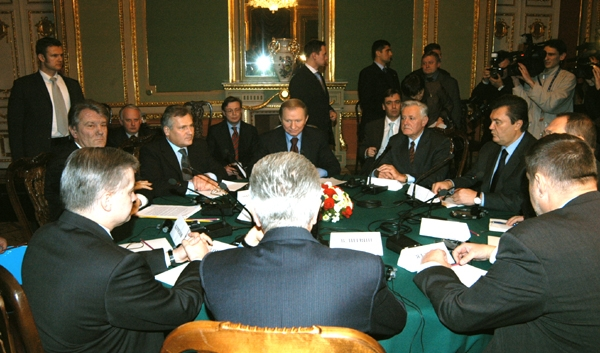
Gespräche am Runden Tisch

Am Vormittag billigte das Parlament mit knapper Mehrheit ein modifiziertes Misstrauensvotum gegen die Regierung. Das am Vortag eingebrachte Misstrauensvotum war gescheitert. Am Abend wurde nach Verhandlungen am Runden Tisch unter Teilnahme von Javier Solana, Aleksander Kwaśniewski und Valdas Adamkus sowie Ján Kubiš ein erster Verhandlungsfortschritt erzielt. Wiktor Janukowytsch, Wiktor Juschtschenko und Leonid Kutschma unterzeichneten ein Kompromisspapier mit einem Sieben-Punkte-Plan, in dem unter anderem die Umbildung der Regierung sowie politische Reformen vereinbart wurden. Die Opposition sagte zu, ab Donnerstag die Belagerung der Regierungsinstitutionen zu beenden.

### Donnerstag, 2. Dezember
Präsident Leonid Kutschma reiste nach Moskau, um sich mit Wladimir Putin zu treffen, der Kutschma in dessen Forderung unterstützte, die komplette Wahl zu wiederholen. Oppositionsführer Juschtschenko blieb indessen bei seiner Forderung, nur die Stichwahl zu wiederholen.
Das Oberste Gericht beschäftigte sich mit den Wahlergebnissen einiger westlicher Wahlbezirke, nachdem Janukowytsch gegen Wahlmanipulationen seitens der Opposition Beschwerde eingereicht hatte. Janukowytsch wollte damit eine Wiederholung der kompletten Wahl erwirken, die Opposition hingegen wollte nur eine Wiederholung der Stichwahl. Für beide Seiten war der Faktor Zeit enorm wichtig.
Ruslan Knjasewytsch, Mitglied der Zentralen Wahlkommission, sagte am Donnerstag vor dem Obersten Gericht aus, dass bei der Stichwahl nach Schließung der Wahllokale am 21. November eine Million Stimmen zusätzlich in die Wahlurnen geworfen worden seien.

### Freitag, 3. Dezember
Das Oberste Gericht der Ukraine erklärte am 3. Dezember die Stichwahl wegen systematischer Fälschungen für ungültig und ordnete in seinem Urteil eine Wiederholung der Stichwahl für den 26. Dezember an. Beide Kandidaten hatten schon zuvor erklärt, die Entscheidung zu akzeptieren.

### Samstag, 4. Dezember
Wiktor Janukowytsch kündigte an, sich der Entscheidung des Obersten Gerichts zu beugen und sich einer zweiten Stichwahl zu stellen.
Damit die Wiederholung der Wahl am 26. Dezember, wie vom Obersten Gericht angeordnet, durchgeführt werden konnte, musste das Wahlgesetz der Ukraine geändert werden. Auf einer Parlamentssitzung am Samstag forderte die Regierungsseite, die Abstimmung der Gesetzesänderung direkt mit der Verfassungsänderung zu koppeln, welche die Macht des Präsidenten zugunsten von Parlament und Regierung einschränke. Die Opposition lehnte dies ab, woraufhin Präsident Kutschma der Opposition Wortbruch vorwarf. Die Verfassungsänderung sei während der Vermittlungsgespräche im Vorfeld fest vereinbart worden.

### Dienstag, 7. Dezember
In der Nacht zum Dienstag wurden die Verhandlungen am Runden Tisch erneut ohne Fortschritt abgebrochen. Weder die Forderung der Opposition nach Entlassung von Ministerpräsident Janukowytsch noch die von Präsident Kutschma und der Regierung geforderten Verfassungsänderungen konnten durchgesetzt werden.
Im Laufe des Dienstags zeichnete sich ein Kompromiss ab, als Leonid Kutschma Wiktor Janukowytsch für den Zeitraum des Wahlkampfes beurlaubte. Die Amtsgeschäfte wurden von dessen ersten Stellvertreter, Mykola Asarow übernommen.

### Mittwoch, 8. Dezember
Nach mehrtägigen Verhandlungen verabschiedete das Parlament am Mittwoch, dem 8. Dezember ein Kompromisspaket, das Verfassungs- und Wahlrechtsänderungen vorsah. Außerdem wurde beschlossen, die zentrale Wahlkommission teilweise neu zu besetzen und den Leiter der Kommission Serhij Kiwalow abzulösen. Damit wurde die gesetzliche Grundlage für die Wiederholung der Stichwahl am 26. Dezember 2004 geschaffen. Der scheidende Präsident Kutschma unterzeichnete noch im Parlamentssaal die Gesetzesvorlage.
Die vorgesehenen Verfassungsänderungen schränken die Macht des künftigen Präsidenten zugunsten des Parlamentes ein, insbesondere wird der Präsident nicht mehr die Regierung ernennen dürfen. Die Änderungen sollen nach Ablauf der nächsten Legislaturperiode 2006 in Kraft treten.

## Reaktionen aus dem Ausland

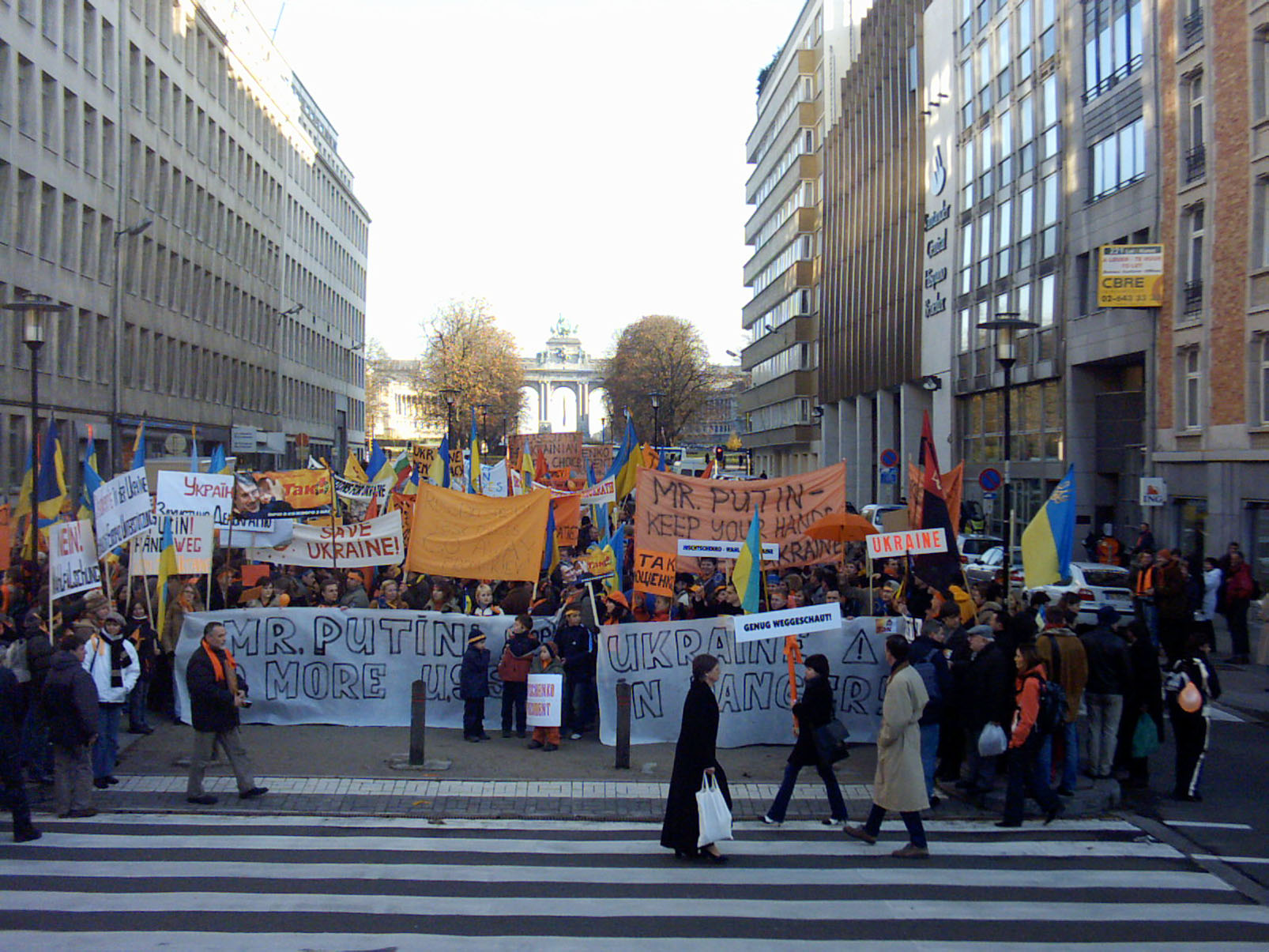
Demonstration in Brüssel

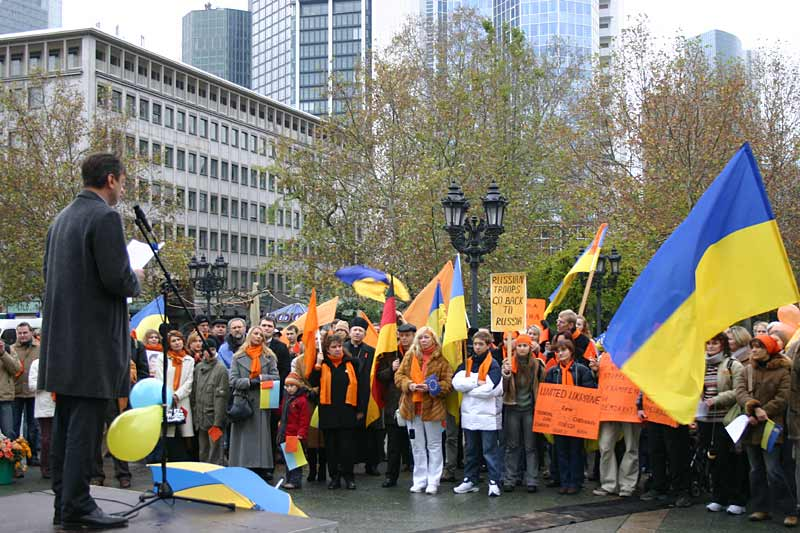
Demonstration in Frankfurt, 27. November 2004

Die Europäische Union verurteilte die Vorgänge um die Wahlen deutlich und forderte die Verantwortlichen in Kiew auf, sowohl den Wahlvorgang selbst wie auch das Ergebnis zu überprüfen, da die Stichwahl internationalen Standards nicht genüge. Das EU-Parlament nahm am 2. Dezember einen Entschließungsantrag an, in dem die Ukraine aufgefordert wurde, eine Wiederholung der Stichwahlen durchzuführen. Separatistische Bestrebungen wurden nachdrücklich verurteilt.
Die USA warfen der ukrainischen Regierung vor, ein „konzertiertes Programm zum Wahlbetrug“ umgesetzt zu haben.
Russland warf der EU und den USA vor, mit seiner Haltung eine neue Trennlinie durch Europa ziehen zu wollen.
Der Deutsche Bundestag stellte fest, dass auch die zweite Runde der ukrainischen Präsidentschaftswahlen die Standards für demokratische Wahlen nicht erfüllte. Erneut wurden die Wahlergebnisse massiv gefälscht. Der Bundestag halte es für ein ermutigendes Zeichen, dass sich die ukrainische Zivilgesellschaft mit Furchtlosigkeit und großem Engagement für die Ausübung ihres Grundrechtes auf freie Meinungsäußerung und freie Wahlen eingesetzt habe.
In Berlin, Frankfurt, Wien und Brüssel kam es zu Demonstrationen, auf denen Einheimische und im Ausland lebende Ukrainer Solidarität mit der Demokratiebewegung in der Ukraine bekundeten.

## Wiederholungswahl 26. Dezember 2004

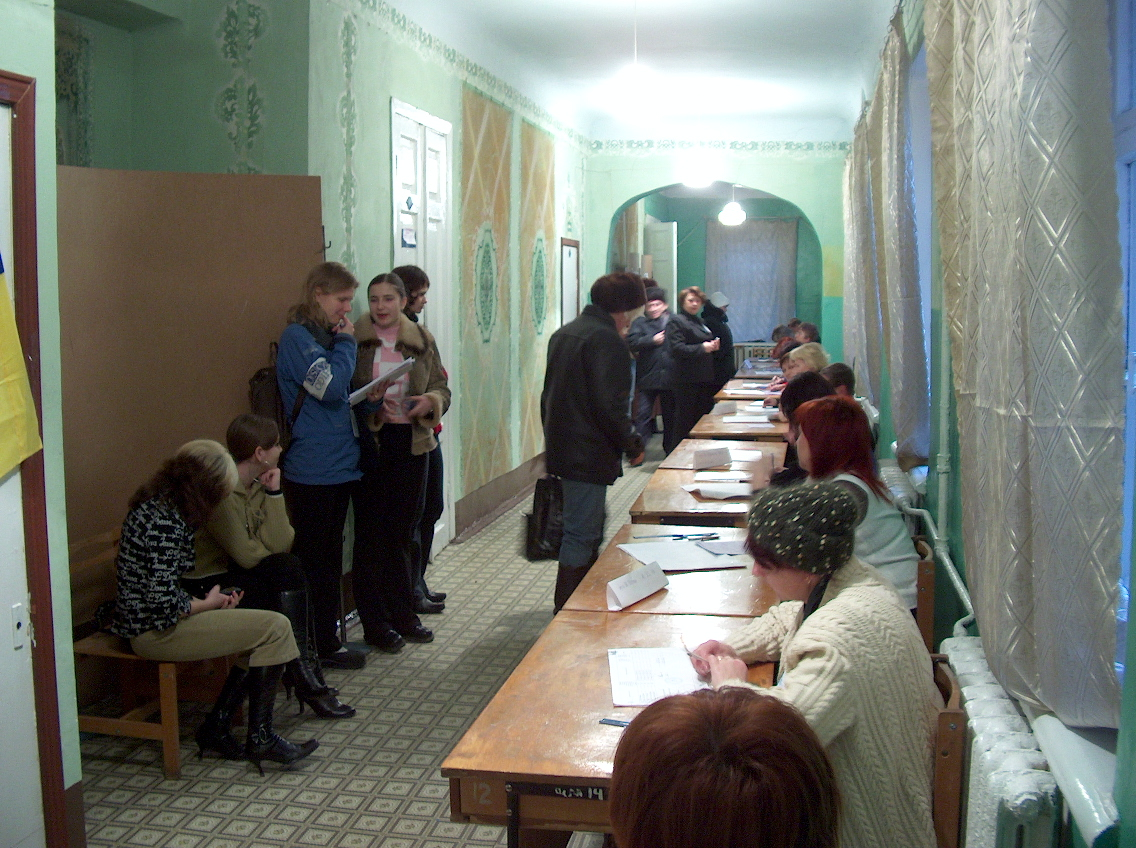
Wahllokal in Dnipropetrowsk am 26. Dezember

Am Sonntag, dem 26. Dezember 2004, fand unter Anwesenheit von rund 12.000 internationalen Wahlbeobachtern die Wiederholung der Stichwahl statt. Nach Schließung der Wahllokale veröffentlichten drei Institute die Ergebnisse von Nachwahlbefragungen, nach denen Wiktor Juschtschenko zwischen 10 und 15 % vorne lag. Eines der Institute wird von der ukrainischen Regierung finanziert, ein weiteres unter anderem von verschiedenen westlichen Staaten sowie der UNO und das dritte unter anderem von der Republikanischen Partei der USA.
Präsident Leonid Kutschma rief bei seiner Stimmabgabe beide Kandidaten dazu auf, das Ergebnis zu akzeptieren: „Meiner Meinung nach sollte derjenige, der verliert, den Gewinner anrufen, ihm gratulieren und diesem verlängerten Wahlkampf ein Ende bereiten.“ Nach Medienberichten gab es einige Manipulationsversuche, die jedoch nicht die Ausmaße der ersten Stichwahl annahmen.

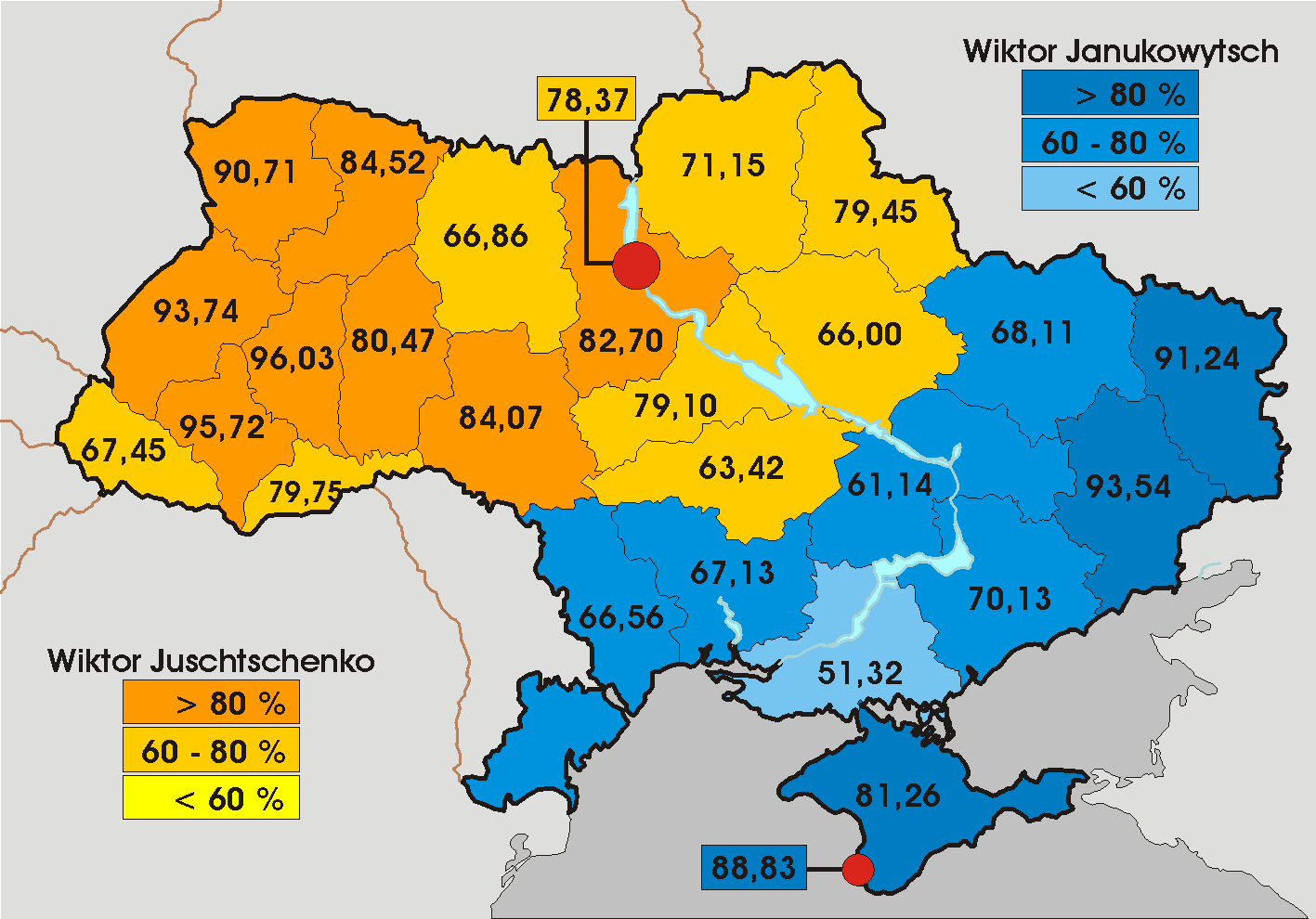
Grafische Auswertung der 2. Stichwahl nach Oblasten

Die Wahlbeobachter sprachen von einer fair verlaufenen Wahl. Die OSZE-Wahlbeobachtermission konstatierte, die Wahl sei „erheblich näher an OSZE-Standards“ herangekommen. EU-Kommissionspräsident José Manuel Barroso lobte die Wiederholungswahlen als „weiteren Schritt auf dem Weg zu einer friedvollen und demokratischen Gesellschaft“; auch US-Außenminister Colin Powell und der Beauftragte für Außen- und Sicherheitspolitik der EU, Javier Solana, lobten die Ukraine für den Ablauf der Wahlen. Der deutsche Politiker Winfried Nachtwei, der sich als Wahlbeobachter in Odessa aufhielt, berichtete in Interviews, er habe keine Unregelmäßigkeiten festgestellt.
Der Sprecher der Wahlbeobachtermission aus den osteuropäischen Ländern und der GUS, Emil Schleimowitsch, gab auf einer Pressekonferenz am Montag bekannt, dass er die Wahl als rechtmäßig betrachte. Es habe «Немає такої кількості порушень, яка могла б сказати, що вибори нелегітимні. Ваша країна зробила вибір, наша місія рекомендує його визнати.» (nach Interfax-Ukraine, deutsch: „keine Unregelmäßigkeiten in einem Ausmaß gegeben, dass man die Wahlen als illegitim betrachten könne“). Seine Mission empfehle, die Entscheidung des ukrainischen Volkes anzuerkennen.
Wiktor Janukowytsch kündigte am Montagabend an, er werde die Wahlergebnisse gerichtlich anfechten. Insgesamt drei Millionen Stimmen seien Janukowytsch durch Manipulationen verloren gegangen, sagte ein Mitarbeiter seines Stabs. Die Zentrale Wahlkommission nahm etwa 550 Beschwerden von Janukowytsch-Anhängern entgegen, die sie alle einzeln prüfen wolle. Am Dienstag äußerte sich die russische Führung durch Verteidigungsminister Sergei Iwanow, der in St. Petersburg mitteilte, dass er durch den Wahlsieg Juschtschenkos keine Beeinträchtigung in den beiderseitigen Sicherheitsbeziehungen der Ukraine und Russlands sehe. Im Laufe des Dienstags gab die Wahlkommission das vorläufige amtliche Endergebnis bekannt, wonach Wiktor Juschtschenko zum Sieger erklärt wurde. Er erreichte 51,99 % und Wiktor Janukowytsch 44,19 % der abgegebenen Stimmen. Im amtlichen Endergebnis vom 10. Januar 2005 wurde der Anteil Janukowitsch leicht auf 44,20 % geändert, das Ergebnis Juschtschenkos wurde von der Wahlkommission bestätigt.
Nach Mitteilung der Wahlkommission nutzten 537.481 (1,85 %) Ukrainer die Möglichkeit, zu Hause zu wählen: Donezk 88.482 (2,8 %), Luhansk 49.185 (3 %), Krim 25.281 (2,2 %), Dnipropetrowsk 26.106 (1,3 %) und Lemberg 29.629 (1,7 %). 12.522 Wähler wählten außerhalb ihres Wohnortes: Stadt Kiew: 1490, Odessa: 1210. Der vor der Wiederholungswahl von seinem Amt als Ministerpräsident beurlaubte Wiktor Janukowytsch kündigte an, am folgenden Mittwoch wieder seine Regierungsgeschäfte aufzunehmen. Wahlsieger Juschtschenko forderte daraufhin seine Anhänger auf dem Platz der Unabhängigkeit auf, am Morgen das Regierungsgebäude zu blockieren, um dies zu verhindern. Das Parlament hatte Janukowytsch am 1. Dezember das Misstrauen ausgesprochen. Die geplante Kabinettssitzung fand daraufhin nicht statt.
Wahlverlierer Janukowytsch legte kurz vor Ende der Frist offiziell Beschwerde gegen das Wahlergebnis ein. Es galt als wahrscheinlich, dass die Wahlkommission die Beschwerde ablehnen würde. Er reichte außerdem vier Wahlbetrugsklagen am Obersten Gericht ein, von denen die letzte am 30. Dezember aus formalen Gründen abgewiesen wurde. Weder der Vorwurf noch die Forderungen seien juristisch klar genug gefasst, und zwei der Klagen waren nicht fristgerecht, hieß es seitens des Gerichts.
Der Sieger der Stichwahl, Wiktor Juschtschenko, plante in der Zwischenzeit die Zusammensetzung einer neuen Regierung; als Ministerpräsident waren Julija Tymoschenko, Petro Poroschenko, aber auch Oleksandr Moros im Gespräch.
Am Abend des 31. Dezember kündigte Janukowytsch seinen Rücktritt als Ministerpräsident an. Er setze keine Hoffnung mehr in eine für ihn positive Entscheidung der Wahlkommission. Diese hatte kurz vorher seine Beschwerden abgewiesen. Präsident Kutschma nahm das Rücktrittsgesuch am 5. Januar 2005 an und bestimmte Vize-Regierungschef Mykola Asarow zu dessen Nachfolger.
In seiner letzten Neujahrsansprache, die am Silvesterabend 2004 im Fernsehen ausgestrahlt wurde, forderte der scheidende Präsident Kutschma – ohne Namen zu nennen – „alle Regionen und jeden einzelnen Bürger“ auf, die demokratische Wahl anzunehmen, da der neue Präsident die Unterstützung des Volkes brauchen werde. Eine weitere Klage, die Wiktor Janukowytsch am 5. Januar beim Obersten Gericht eingereicht hatte, wies dieses am 6. Januar nach fünfstündiger Sitzung ab. Janukowytsch kündigte an, nach der nun zu erwartenden Verkündigung des amtlichen Endergebnisses durch die Zentrale Wahlkommission erneut Klage zu erheben.
Am Abend des 10. Januar 2005 erklärte die Zentrale Wahlkommission offiziell Wiktor Juschtschenko zum Sieger der Wiederholungswahl. Der Stab Wiktor Janukowytschs kündigte die Anfechtung des Wahlergebnisses vor dem Obersten Gericht an. Die Wiederholungswahl sei keine gültige Willensäußerung des Volkes, sagte Taras Tschornowil, Leiter des Janukowytsch-Stabes und verwies auf „500 Bände mit Beweisen für Verstöße gegen das Wahlgesetz“, die man zusammengetragen habe. Das Oberste Gericht untersagte auf Antrag Janukowytschs am Abend des 11. Januar die vorgeschriebene amtliche Veröffentlichung des Endergebnisses der Präsidentschaftswahl. Zunächst müsse die Beschwerde gegen den Sieg Juschtschenkos geprüft werden, hieß es zur Begründung. Die Klageschrift sollte nach Angaben Tschornowils am Mittwoch eingereicht werden.
Die Verhandlung vor dem obersten Gericht dauerte mehr als eine Woche; die Kläger wurden von dem Schweizer Anwalt Peter-Charles Schifferli vertreten. Ein Antrag, den Fall vom Obersten Gericht abzuziehen und der Zivilgerichtsbarkeit zu übergeben, wurde abgelehnt. Am Mittwoch, dem 19. Januar 2005 lehnte das Gericht außerdem eine weitere Vertagung der Verhandlung auf die Folgewoche ab und gestattete den beiden Amtsblättern Urjadowyj Kurjer (Regierungskurier) und Holos Ukrajiny (Stimme der Ukraine), die Wahlergebnisse am 20. Januar zu veröffentlichen und damit Wiktor Juschtschenko offiziell zum gewählten Präsidenten zu erklären. Noch in der darauf folgenden Nacht zum 20. Januar, um 2:40 Uhr, verkündete das Oberste Gericht sein endgültiges Urteil; alle Klagen seitens Wiktor Janukowytsch wurden abgelehnt. Am Morgen des 20. Januar erschienen die in der Nacht gedruckten Amtsblätter mit dem Wahlergebnis, mit dessen Veröffentlichung die Wahl nun endgültig nicht mehr aufgehoben werden kann.
Am 23. Januar 2005 fand in der Werchowna Rada, dem ukrainischen Parlament, die Amtseinführung von Präsident Wiktor Juschtschenko statt. Zahlreiche internationale Gäste waren anwesend, darunter der scheidende amerikanische Außenminister Colin Powell, der polnische Staatspräsident Aleksander Kwaśniewski, für die EU Benita Ferrero-Waldner, und für Deutschland der Präsident des Deutschen Bundestages, Wolfgang Thierse.

## Beispielfunktion
Die Ereignisse während der Präsidentschaftswahlen in der Ukraine werden in den Medien gerne als Vergleichsgrundlage für die Ereignisse gesehen, die sich im März 2006 im Rahmen der Präsidentschaftswahl in Belarus ereigneten. Ebenso sehen die Protestierenden in der Orangen Revolution ein Vorbild, nach dessen Muster sie nun die Proteste in Belarus 2006 durchführen. Sie hatten jedoch aufgrund der anderen Ausgangssituation (weniger internationale Aufmerksamkeit, keine unabhängigen Medien, keine echten Oppositionsstrukturen und die Mehrheit der Bevölkerung stand trotz der von der OSZE als undemokratisch beurteilten Wahlen hinter Präsident Aljaksandr Lukaschenka) keinen Erfolg; die Proteste der Opposition wurden von Regierungstruppen gewaltsam aufgelöst.